# North Ronaldsay Airport

i7
i11
i13
Der North Ronaldsay Airport (IATA-Code: NRL, ICAO-Code: EGEN) befindet sich auf der Insel North Ronaldsay in Orkney, Schottland.
North Ronaldsay Airport hat eine CAA Ordinary Licence (Nummer P538), die Flüge für die Beförderung von Passagieren oder Flugunterricht erlaubt, die vom Lizenznehmer (Orkney Islands Council) zugelassen sind, Nachtflüge sind aber verboten.